# 아우크스부르크 신앙고백

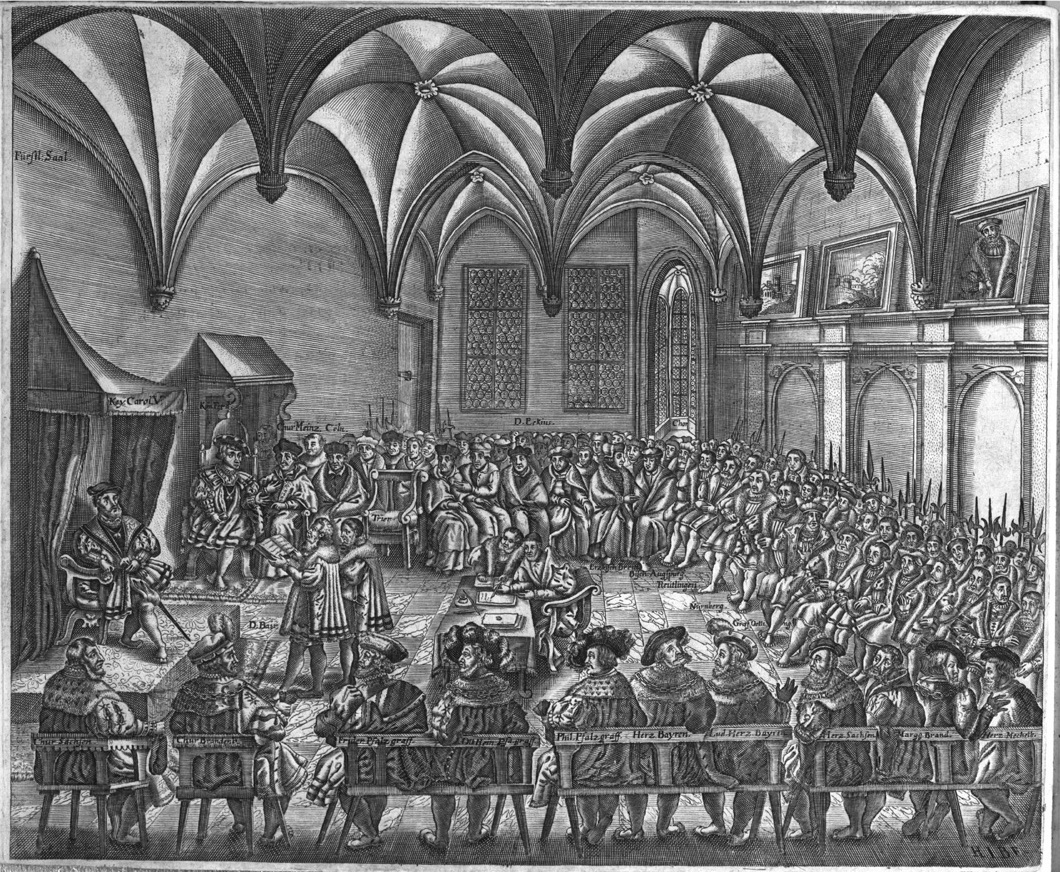

아우크스부르크 신앙고백(라틴어: Confessio Augustana, 영어: Augsburg Confession)은 1530년 독일 종교개혁 당시 루터교회의 신앙고백으로 필리프 멜란히톤이 작성했다. 마르틴 루터의 사상에 기반한 프로테스탄트 신앙고백문이다. 아우구스불그 신앙고백라고도 부른다.루터교회의 신학과 신앙을 모두 28개조로 압축하여 독일어와 라틴어로 기록했다. 멜란히톤은 이 신조에서 많은 부분을 로마 가톨릭교회에 양보하였지만 루터교회의 입장을 포기한 것은 아니었다. 신조는 하나님, 원죄, 침례에 대해서는 로마 가톨릭과 같은 입장을 취했으나 이신칭의, 성찬, 선행 같은 부분에서는 다른 의견을 내었고 츠빙글리와 재세례파의 입장을 비난하였다. 성서의 권위에 대해 언급하지 않았고 교황직에 대해서도 정죄하지 않았다. 만인제사장직, 성변화, 연옥등은 언급하지 않았으나 오직 은혜, 오직 믿음에 의한 칭의를 주장하였다. 멜란히톤이 루터교회의 입장을 개진하자, 츠빙글리도 자신의 입장을 신앙의 원리를 통해 제시하였으나 별 관심을 끌지 못하였다. 이에 영향을 받은 독일 남부의 도시들(스트라스부르,콘스탄스,멤밍겐,린다우)은 7월 9일 테트라폴리탄 신앙고백(4개도시 신앙고백서, Confessio Tetrapolitana)를 만들어 의회에 제출하였다. 이 신앙 고백서는 마르틴 부서와 볼프강 카피토가 작성하였다..
로마가톨릭 교회는 그중 13개조를 정죄하는 반박문을 1530년 8월3일에 발표했다.

## 내용
1. 하나님
2. 원죄
3. 하나님의 아들
4. 이신칭의(Justification by Faith)
5. 설교
6. 새로운 귀의
7. 교회
8. 교회의 의미
9. 세례
10. 성만찬
11. 고백
12. 거듭남
13. 전례
14. 교회 조직
15. 교회법
16. 세속 권력과의 관계
17. 심판
18. 자유
19. 죄의 원인
20. 신앙과 선행
21. 성인에 대한 경배

## 같이 보기
- 테트라폴리탄 신앙고백